# Línea N101 (Interurbanos Madrid)
La línea N101 de la red de autobuses interurbanos de Madrid une la terminal de autobuses del Intercambiador de Plaza de Castilla con Alcobendas de forma circular.

## Características
Esta línea une a los habitantes de diferentes barrios de Alcobendas con el norte de Madrid y viceversa por las noches cuando dejan de prestar servicio las líneas diurnas. Su recorrido abarca tramos cubiertos por las líneas 151, 153, 155, 157, 157C y 159, además de cubrir algunas vías por donde no circula ninguna ruta. Es por ello que realiza un recorrido circular por Alcobendas, con la particularidad de que pasa dos veces por la Calle de la Marquesa Viuda de Aldama.
A pesar de que técnicamente la línea cuente con una cabecera para las expediciones de vuelta situada en la Avenida de Bruselas, su paso por la misma es aproximado. Los servicios no pararán a cumplir un horario programado de vuelta puesto que la línea es completamente circular y realiza el servicio de ida a Alcobendas y vuelta a Madrid seguido. Esta cabecera de las expediciones de vuelta sí se utiliza excepcionalmente como punto de origen con horario fijo en los horarios especiales de Navidad, en la que se altera el servicio nocturno, comenzando primero con una expedición de vuelta hacia Madrid pasada la medianoche.
Se complementa con la línea N102 para dar servicio a la zona de Arroyo de la Vega en La Moraleja, que recibe un servicio nocturno cada media hora al poder utilizar ambas líneas.
Al igual que el resto de líneas interurbanas nocturnas, la línea N101 tiene su salida y llegada en el intercambiador de Plaza de Castilla en superficie, puesto que la zona subterránea no presta servicio de autobuses durante la noche.
Al igual que el resto de líneas interurbanas nocturnas, en los carteles electrónicos se omite la N de la numeración, quedando los carteles con tan sólo el número 101.
Siguiendo la numeración de líneas del CRTM, las líneas que circulan por el corredor 1 son aquellas que dan servicio a los municipios situados en torno a la A-1 y comienzan con un 1. En concreto, la línea N101 es la primera línea de numeración nocturna de todos los autobuses interurbanos de Madrid.
La línea mantiene los mismos horarios todos los días de la semana, sin importar los días festivos o vísperas de festivos como suelen hacer algunos servicios nocturnos de otras líneas.
La línea mantiene los mismos horarios todo el año (exceptuando las vísperas de festivo y festivos de Navidad).
Está operada por la empresa Interbus mediante la concesión administrativa VCM-101 - Madrid - Alcobendas - Algete - Tamajón (Viajeros Comunidad de Madrid) del Consorcio Regional de Transportes de Madrid.

## Horarios
| Todos los días               |       |       |       |       |       |       |
| Madrid > Alcobendas > Madrid |       |       |       |       |       |       |
| 23:30                        | 00:30 | 01:30 | 02:30 | 03:30 | 04:30 | 05:30 |

Paso por la Avenida de Bruselas (Alcobendas) aproximadamente 8 minutos después de su salida de Madrid. Duración del recorrido circular completo aproximadamente 1 hora.

## Recorrido y paradas
La línea inicia su recorrido en el intercambiador en superficie de Plaza de Castilla, en la dársena 44, en este punto se establece correspondencia con todas las líneas de los corredores 1 y 7 con cabecera en el intercambiador de Plaza de Castilla. Al igual que el resto de líneas interurbanas nocturnas, la línea N101 tiene su salida y llegada en el intercambiador de Plaza de Castilla en superficie, puesto que la zona subterránea no presta servicio de autobuses durante la noche. En la superficie efectúan parada varias líneas urbanas con las que tiene correspondencia, y a través de pasillos subterráneos enlaza con las líneas 1, 9 y 10 del Metro de Madrid.
Tras abandonar el intercambiador en superficie, la línea sale al Paseo de la Castellana, donde tiene una primera parada frente al Hospital La Paz (subida de viajeros). A partir de aquí sale por la M-30 hasta el nudo de Manoteras y toma la A-1.
En la vía de servicio tiene 5 paradas que prestan servicio al área industrial y empresarial de la A-1 hasta llegar al km. 15, donde toma la salida hacia el Parque Empresarial del Soto de La Moraleja.
Dentro de dicho área empresarial, atraviesa la Calle de la Caléndula y la Avenida de Bruselas y efectúa parada junto a la Estación de La Moraleja. A continuación pasa bajo la A-1 y discurre por la Avenida de la Vega hasta girar hacia el norte por la Avenida de la Transición Española o Avenida de Barajas.
Llegando a la Rotonda de Moscatelares sale por la Calle de Mariano Sebastián Izuel, que recorre entera desembocando al final de la misma en la Calle de la Marquesa Viuda de Aldama. Al final de esta calle continúa por la Calle de la Libertad hasta girar a la derecha por la Calle del Marqués de la Valdavia.
A continuación, circula por la Calle del Marqués de la Valdavia hasta que llega a la intersección con la Avenida de España, donde gira a la izquierda y poco después a la derecha para circular por el Paseo de la Chopera. Al llegar a la intersección con la Avenida de Pablo Iglesias, gira a la derecha para incorporarse a esta, donde recorre la urbanización Valdelasfuentes, y al final de esta gira a la derecha por la Avenida de Miguel de Cervantes.
Al finalizar la Avenida de Miguel de Cervantes gira a la izquierda por la Calle de Manuel de Falla. Casi llegando al final de esta calle, gira a la derecha por la Avenida de Madrid, vía que separa los términos municipales de Alcobendas y San Sebastián de los Reyes.
La Avenida de Madrid desemboca en la Avenida de España, tomándola la línea en dirección sureste hasta la intersección con la Calle de la Marquesa Viuda de Aldama, por la que gira. Recorre esta calle en su totalidad y su continuación, la Calle de la Libertad, también entera antes de salir del casco viejo de Alcobendas a la vía de servicio de la A-1.
En la vía de servicio tiene paradas que dan servicio al Parque Empresarial de La Moraleja, y ya dentro del término municipal de Madrid, paradas que dan servicio a los polígonos de la Avenida de Burgos.
Al final de la A-1, sale por la M-30 en dirección norte, y desde esta se incorpora al Paseo de la Castellana, con una parada junto al Hospital La Paz y, finalmente, su cabecera en el Intercambiador de Plaza de Castilla.
| Código | Zona | Localidad  | Denominación                                                             | Ubicación                                        | Líneas de la parada | Metro / Cercanías                     |
| --- | ---- | ---------- | ------------------------------------------------------------------------ | ------------------------------------------------ | --- | ------------------------------------- |
| 18074C |      | Madrid     | Intercambiador de Plaza de Castilla - Dársena 44                         | Paseo de la Castellana Nº195                     | 107 151 155 876 N101 | Plaza de Castilla                     |
| 3253 |      | Madrid     | Paseo de la Castellana - Hospital La Paz                                 | Paseo de la Castellana Nº304 - Acceso Nudo Norte | 173 174 176 151 152C 153 154C 155 155B 156 157 157C 159 161 171 181 182 183 184 185 191193194195196197N101 N102 N103 N104 | Begoña                                |
| 3261 |      | Madrid     | Avenida de Burgos - Avenida de Francisco Pi y Margall                    | Avenida de Burgos km. 10,3                       | 173 174 176 151 152C 153 154C 155 155B 156 157 157C 159 161 171 181 182 183 184 185 N101 N102 N103                        |                                       |
| 06686 |      | Madrid     | Avenida de Burgos - Centro Comercial Sanchinarro                         | Avenida de Burgos Nº133                          | 151 152C 153 154C 155 156 157 157C 158 159 161 171 181 182 183 184 185 N101 N102 N103                                     |                                       |
| 06687 |      | Madrid     | Avenida de Burgos - Dominicos                                            | Avenida de Burgos km. 11,3                       | 151 152C 153 154C 155 156 157 157C 158 159 161 171 181 182 183 184 185 N101 N102 N103                                     |                                       |
| 06688 |      | Alcobendas | Carretera A-1 - El Encinar de los Reyes                                  | Carretera de Irún km. 12,7                       | 154C 155 157 N101 |                                       |
| 06689 |      | Alcobendas | Carretera A-1 - Calle de Cuesta Blanca                                   | Carretera de Irún km. 13,7                       | 151 152C 153 154C 156 158 159 161 171 181 182 183 184 185 N101 N102 N103                                                  |                                       |
| 12239 |      | Alcobendas | Calle de la Caléndula - Calle de la Yuca                                 | Calle de la Caléndula Nº141                      | 159 N101 N102 |                                       |
| 12237 |      | Alcobendas | Calle de la Caléndula - Residencial Minipark                             | Calle de la Caléndula Nº180                      | 159 N101 N102 |                                       |
| 12094 |      | Alcobendas | Avenida de Bruselas - Centro Empresarial                                 | Avenida de Bruselas Nº33                         | 159 N101 N102 9 |                                       |
| A partir de aquí comienza el servicio de vuelta, y se cambian los carteles electrónicos hacia Madrid. La hora de paso por esta parada es aproximadamente 8 minutos después de salir de Madrid |      |            |                                                                          |                                                  | |                                       |
| 12930 |      | Alcobendas | Avenida de Bruselas - Centro Comercial                                   | Avenida de Bruselas Nº27                         | 159 N101 N102 9 |                                       |
| 17512 |      | Alcobendas | Avenida de la Ermita - Estación de La Moraleja                           | Avenida de la Ermita Nº5                         | N101 1 2 3 5 11 | La Moraleja                           |
| 12033 |      | Alcobendas | Avenida de La Vega - Avenida de la Ermita                                | Avenida de La Vega Nº24                          | N101 2 |                                       |
| 11795 |      | Alcobendas | Avenida de La Vega - Calle de Francisca Delgado                          | Avenida de La Vega Nº13                          | 159 N101 N102 2 5 9 10 |                                       |
| 11793 |      | Alcobendas | Avenida de La Vega - Calle de Anabel Segura                              | Avenida de La Vega Nº7                           | 159 N101 N102 2 5 9 10 |                                       |
| 06840 |      | Alcobendas | Avenida de Barajas - Arroyo de La Vega                                   | Avenida de Barajas Nº4                           | 827 828 N101 N102 2 5 9 10                                                                                                |                                       |
| 07236 |      | Alcobendas | Avenida de España - Calle de Mariano Sebastián Izuel                     | Avenida de España Nº72                           | 151 153 158 180 827 828 N101 N102 2 5 10                                                                                  |                                       |
| 06755 |      | Alcobendas | Calle de la Marquesa Viuda de Aldama - Calle de Nuestra Señora del Pilar | Calle de la Marquesa Viuda de Aldama Nº14        | 151 152C 153 154 154C 156 158 161 171 827 828 N101 2 5 10                                                                 |                                       |
| 06756 |      | Alcobendas | Calle del Marqués de la Valdavia - Calle de Ramón Fernández Guisasola    | Calle del Marqués de la Valdavia Nº20            | 151 153 158 827 828 N101 2 5 10                                                                                           | Marqués de la Valdavia                |
| 06758 |      | Alcobendas | Calle del Marqués de la Valdavia - Calle de Nemesio de Castro            | Calle del Marqués de la Valdavia Nº44            | 151 153 158 827 828 N101 2 5 10                                                                                           |                                       |
| 06759 |      | Alcobendas | Calle del Marqués de la Valdavia - Avenida de España                     | Calle del Marqués de la Valdavia Nº88            | 151 153 158 827 828 N101 2 5 10                                                                                           |                                       |
| 06885 |      | Alcobendas | Paseo de la Chopera - Centro de Salud Valdavia                           | Paseo de la Chopera Nº108                        | 157 N101 2 |                                       |
| 08695 |      | Alcobendas | Paseo de la Chopera - Educación Infantil Especial                        | Paseo de la Chopera Nº107                        | 157 N101 2 |                                       |
| 15309 |      | Alcobendas | Paseo de la Chopera - Avenida del Doctor Severo Ochoa                    | Paseo de la Chopera Nº122                        | N101 11 |                                       |
| 11232 |      | Alcobendas | Paseo de la Chopera - Avenida de Camilo José Cela                        | Paseo de la Chopera Nº178                        | 157 N101 2 11 |                                       |
| 18076 |      | Alcobendas | Avenida de Pablo Iglesias - Calle de José Hierro                         | Avenida de Pablo Iglesias Nº2                    | 157C 828 N101 11 |                                       |
| 18060 |      | Alcobendas | Calle de la Felicidad - Avenida de la Magia                              | Avenida de la Magia Nº7                          | 157C N101 11 |                                       |
| 18061 |      | Alcobendas | Paseo de la Fuente Lucha - Calle de los Sueños                           | Paseo de la Fuente Lucha Nº7                     | 157C 828 N101 11 |                                       |
| 18062 |      | Alcobendas | Paseo de la Fuente Lucha - Calle de la Imaginación                       | Paseo de la Fuente Lucha Nº7                     | 157C N101 11 |                                       |
| 18063 |      | Alcobendas | Calle de la Suerte - Calle de la Imaginación                             | Calle de la Suerte Nº4                           | 157C N101 11 |                                       |
| 15677 |      | Alcobendas | Avenida de Pablo Iglesias - Calle de Carlos Muñoz Ruiz                   | Avenida de Pablo Iglesias Nº16                   | 157C N101 11 |                                       |
| 15678 |      | Alcobendas | Calle de Francisco Largo Caballero - Paseo del 8 de marzo                | Calle de Francisco Largo Caballero Nº42          | 157C N101 11 |                                       |
| 15679 |      | Alcobendas | Avenida de Miguel de Cervantes - Calle de Francisco Largo Caballero      | Avenida de Miguel de Cervantes Nº17              | 157C N101 11 |                                       |
| 15306 |      | Alcobendas | Avenida de Miguel de Cervantes - Calle de Dolores Ibárruri               | Avenida de Miguel de Cervantes Nº5               | 157C N101 11 |                                       |
| 15313 |      | Alcobendas | Calle de Manuel de Falla - Estación de Manuel de Falla                   | Calle de Manuel de Falla Nº59                    | 153 827A N101 5 11 | Manuel de Falla                       |
| 07528 |      | Alcobendas | Calle de Manuel de Falla - Parque de Extremadura                         | Calle de Manuel de Falla Nº42                    | 153 827A N101 5 |                                       |
| 15849 |      | Alcobendas | Avenida de Madrid - Calle de Manuel de Falla                             | Avenida de Madrid Nº71                           | N101 |                                       |
| 15848 |      | Alcobendas | Avenida de Madrid - Avenida de Valencia                                  | Avenida de Madrid Nº21                           | N101 |                                       |
| 10614 |      | Alcobendas | Avenida de España - Estación de Alcobendas-San Sebastián de los Reyes    | Avenida de España Nº52                           | 10614 A 180 191 193 9 11 10614 B 151 158 827 828 N101 2                                                                   | Alcobendas-San Sebastián de los Reyes |
| 12924 |      | Alcobendas | Avenida de España - Calle de Ávila                                       | Avenida de España Nº56A                          | 828 N101 9 11 |                                       |
| 06780 |      | Alcobendas | Calle de la Marquesa Viuda de Aldama - Travesía del Cañón                | Calle de la Marquesa Viuda de Aldama S/N.º       | 152C 154 154C 156 161 171 N101                                                                                            |                                       |
| 06755 |      | Alcobendas | Calle de la Marquesa Viuda de Aldama - Calle de Nuestra Señora del Pilar | Calle de la Marquesa Viuda de Aldama Nº14        | 151 152C 153 154 154C 156 158 161 171 827 828 N101 2 5 10                                                                 |                                       |
| 06768 |      | Alcobendas | Calle de la Libertad - Calle de Julián Baena Castro                      | Calle de la Libertad Nº26                        | 06768 A 154 158 171 06768 B 152C 154C 161 N101 5 06768 C 151 153 156                                                      |                                       |
| 06863 |      | Alcobendas | Carretera A-1 - Calle de Cuesta Blanca                                   | Carretera de Irún km. 14,2                       | 151 152C 153 154C 156 158 159 161 171 181 182 183 184 185 N101 N102 N103                                                  |                                       |
| 06864 |      | Alcobendas | Carretera A-1 - El Encinar de los Reyes                                  | Carretera de Irún km. 13                         | 151 152C 153 154C 155 156 158 159 161 171 181 182 183 184 185 N101 N102 N103                                              |                                       |
| 06865 |      | Madrid     | Avenida de Burgos - Dominicos                                            | Avenida de Santo Domingo de la Calzada Nº1       | 151 152C 153 154C 155 156 157 157C 158 159 161 171 181 182 183 184 185 N101 N102 N103                                     |                                       |
| 50000 |      | Madrid     | Avenida de Burgos - Centro Financiero                                    | Avenida de Burgos Nº135                          | 151 152C 153 154C 155 156 157 157C 158 159 161 171 181 182 183 184 185 N101 N102 N103                                     |                                       |
| 3602 |      | Madrid     | Avenida de Burgos Nº93                                                   | Avenida de Burgos km. 10,1                       | 173 174 176 SE833 151 152C 153 154C 155 155B 156 157 157C 159 161 171 181 182 183 184 185 N101 N102 N103                  |                                       |
| 3265 |      | Madrid     | Avenida de Burgos Nº87 - Paso Elevado                                    | Avenida de Burgos Nº87                           | 173 174 176 SE833 151 152C 153 154C 155 155B 156 157 157C 159 161 171 181 182 183 184 185 N101 N102 N103                  |                                       |
| 10550 |      | Madrid     | Paseo de la Castellana - Hospital La Paz                                 | Paseo de la Castellana Nº296                     | 151 152C 153 154C 155 155B 156 157 157C 159 161 181 182 183 184 185 191193194195196197N101 N102 N103 N104                 | Begoña                                |
| 18074 |      | Madrid     | Intercambiador de Plaza de Castilla                                      | Paseo de la Castellana Nº195                     | Descenso antes de la dársena 42                                                                                           | Plaza de Castilla                     |

1. ↑  A efectos de nomenclatura, para las líneas de la EMT esta parada se llama Paseo de la Castellana - Nudo Norte
2. 1 2 3 4 5 6 7  Sólo permite la subida de viajeros
3. ↑  A efectos de nomenclatura, para las líneas de la EMT esta parada se llama Avenida de Burgos - Avenida de Manoteras
4. 1 2 3 4 5 6 7  Sólo permite el descenso de viajeros